# Ál-olaszsáska
Az ál-olaszsáska (Paracaloptenus caloptenoides) a sáskafélék családjába tartozó, Délkelet-Európában honos sáskafaj.

## Megjelenése

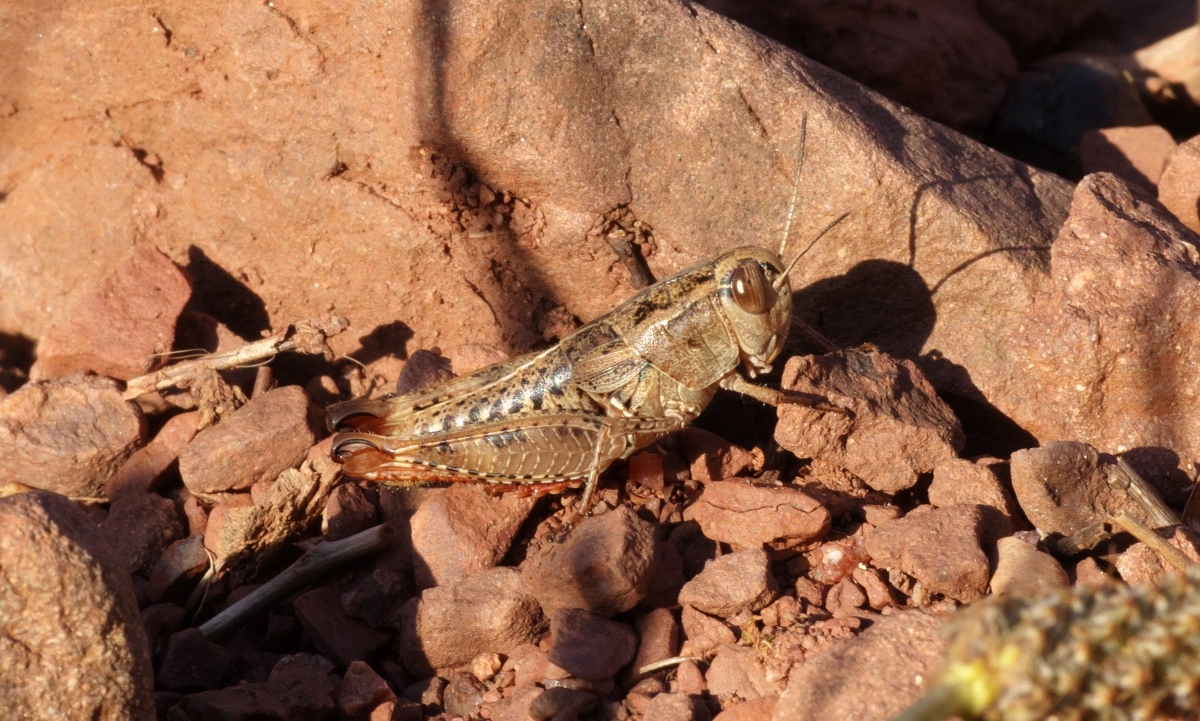
Nőstény példány

Az ál-olaszsáska testhossza a hím esetében 14-16 mm, a nőstény 21-35 mm. Közepes méretű sáska, a nőstény jóval nagyobb és zömökebb a hímnél. Alapszíne szürkésbarna, sötétebb foltokkal; előfordulnak világosabb és sötétebb egyedek is. A világosabb példányok csápjai fehérek, a sötétebb árnyalatúaknál a csápok vége barnás. Nagy szemei függőlegesen csíkosak. A torpajzs élei egyenesek, hátrafelé kissé széttartóak. A hátsó lábszár vöröses. Az elülső szárny csökevényes (3-6 mm), a hátsó teljesen hiányzik. 
Nem ciripel. 

### Hasonló fajok
A Calliptamus-fajok (olaszsáska, barbársáska) imágói hosszú szárnyaik alapján jól megkülönböztethetők tőle, de lárváik összetéveszthetők.

## Elterjedése
Délkelet-Európában, a Balkán-félszigeten honos. Északi elterjedési határa a Kárpát-medencében van (Dél-Szlovákiában és Kelet-Ausztriában igen ritkán, de megtalálható), keleten a Fekete-tengerig hatol. Magyarországon ritka, a középhegységekben vannak lokális állományai, mint a Dunántúli-középhegységben Tapolcán és a Visegrádi-hegységben, az Északi-középhegységben a Börzsönyben, a Mátrában, a Bükkben (pl.: Nagyeged, Derda-kaszáló), valamint az Aggteleki-karszton. 

## Életmódja
Meleg, száraz, alacsony füvű, köves-homokos talajú, ritkásabb vegetációjú sziklagyepek és sztyepprétek lakója kb. 1600 méteres magasságig. Nedvesebb körülmények között hajlamos a gombabetegségekre és hamar elpusztul. Általában a talajon vagy a fűszálakon tartózkodnak, ha megzavarják a fű között keres menedéket. Növényevő, tápnövény-preferenciája nem ismert.      
Kifejlett példányaival júniustól szeptemberig (nagyobb számban július második felétől) találkozhatunk. A nőstények a talaj felső rétegébe rakja petéit, amelyek áttelelés után tavasszal kelnek ki. 
Magyarországon fokozottan védett, természetvédelmi értéke 100 000 Ft.